# Stazione di Cividale
La stazione di Cividale è la stazione ferroviaria di testa della linea regionale Udine–Cividale.
È gestita dalla Società Ferrovie Udine-Cividale (FUC).

## Storia
La stazione fu aperta al servizio pubblico il 4 marzo 2008, sostituendo il precedente impianto. È stata costruita assieme all'autostazione, per favorire l'interscambio tra servizi ferroviari e autobus.

## Strutture e impianti
La nuova stazione è dotata, al suo interno, del servizio di biglietteria e sala d'aspetto, inoltre al primo piano è presente uno spazio multifunzionale.
Nel piazzale esterno è presente l'autostazione coperta da una tettoia.

## Servizi
La stazione dispone dei seguenti servizi:
- Biglietteria a sportello
- Sala d'attesa
- Servizi igienici

## Movimento

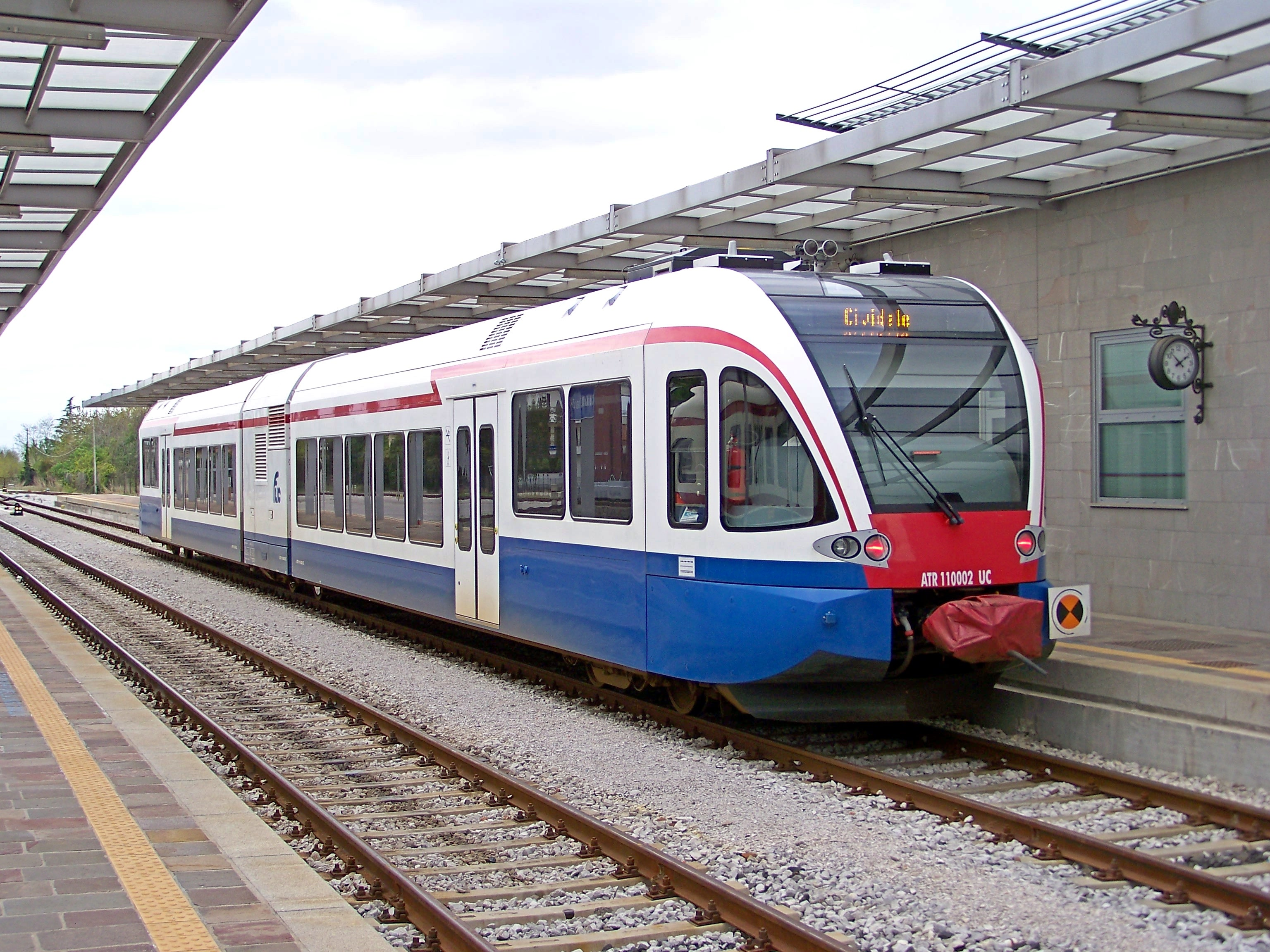
Un ATR 110 in sosta presso la stazione

Nella stazione fanno capolinea tutti i treni regionali FUC che circolano sulla linea ferroviaria Udine–Cividale.

## Interscambi
- autostazione